# Tolerancja (biologia)
Tolerancja (łac. tolero ‘znosić’, ‘wytrzymywać’) – zdolność adaptacji organizmu do natężenia określonego czynnika ekologicznego (np. temperatura, dostępność pokarmu, obecność toksyn). Organizmy, w odniesieniu do konkretnych czynników środowiskowych, charakteryzują się określonym zakresem tolerancji, który ograniczony jest tzw. „punktami krytycznymi”, stanowiącymi takie natężenie danego czynnika, które powoduje śmierć organizmu. W zależności od amplitudy zakresu tolerancji, organizmy dzieli się na: eurybionty (szeroki zakres) i stenobionty (wąski zakres).